# لوبياء مقرنة

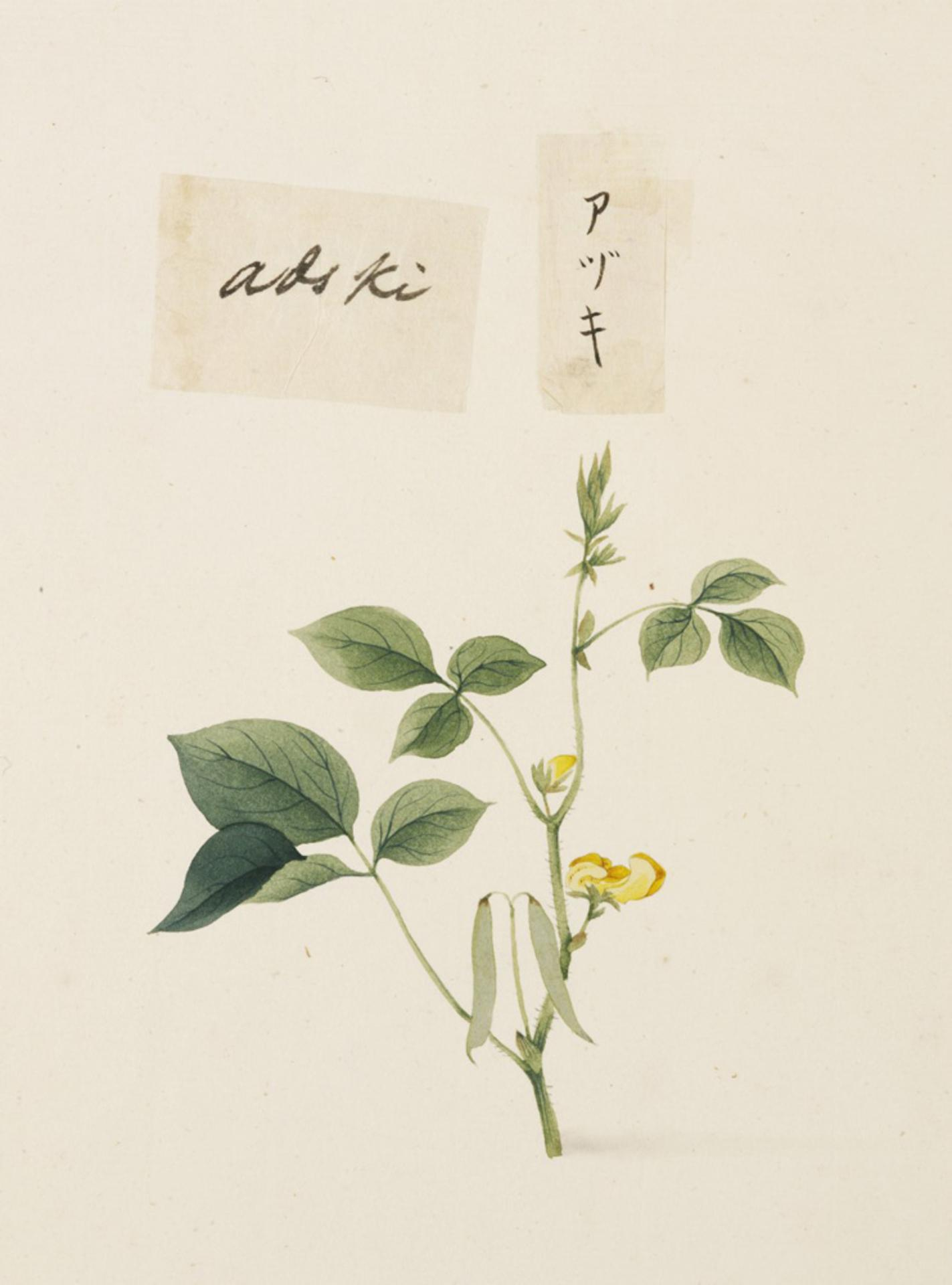
رسم توضيحي

لوبياء مقرنة أو فاصولياء الازوكي (الاسم العلمي:Vigna angularis) (بالإنجليزية: Adzuki bean)‏ هي نوع من النباتات يتبع جنس اللوبياء من الفصيلة البقولية.
تعدّ من البقول الصغيرة الحجم، وهي حمراء اللون تستخدم عادة في الشرق الاقصى علاجا لامراض الكلى وتزرع حاليا في الولايات المتحدة وأماكن أخرى.

## فوائدها
تحتوي فاصولياء الازوكي على كمية من الدهون والزيوت اقل من تلك الموجودة في الأنواع الأخرى من الفاصولياء الجافة، وهي مفيدة للكليتين، والمثانة، والجهاز التناسلي، وتسهل عملية التغوط. تستخدم الازوكي في الأطباق والمشروبات الطبية.

## معرض صور

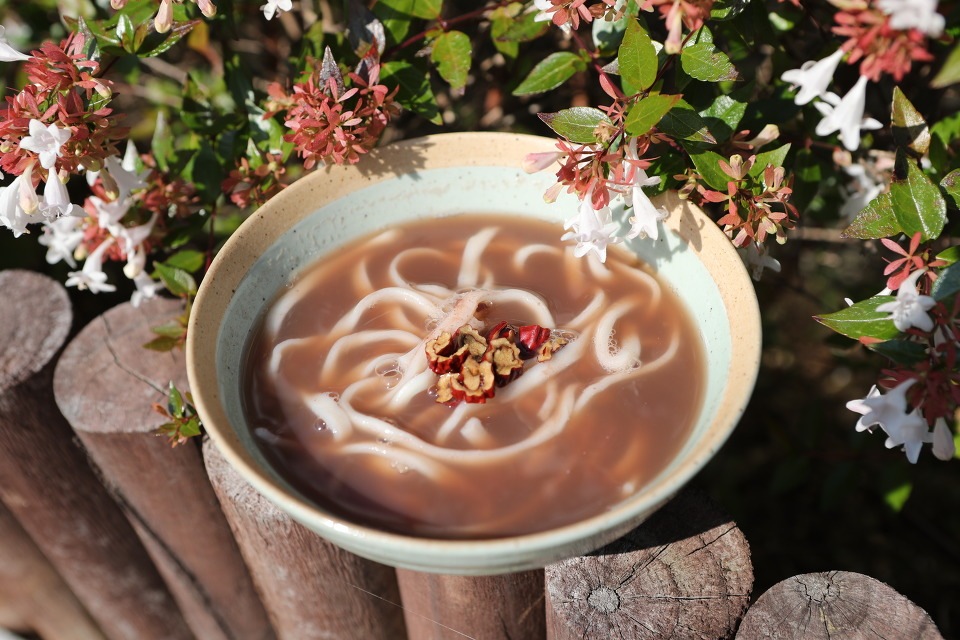
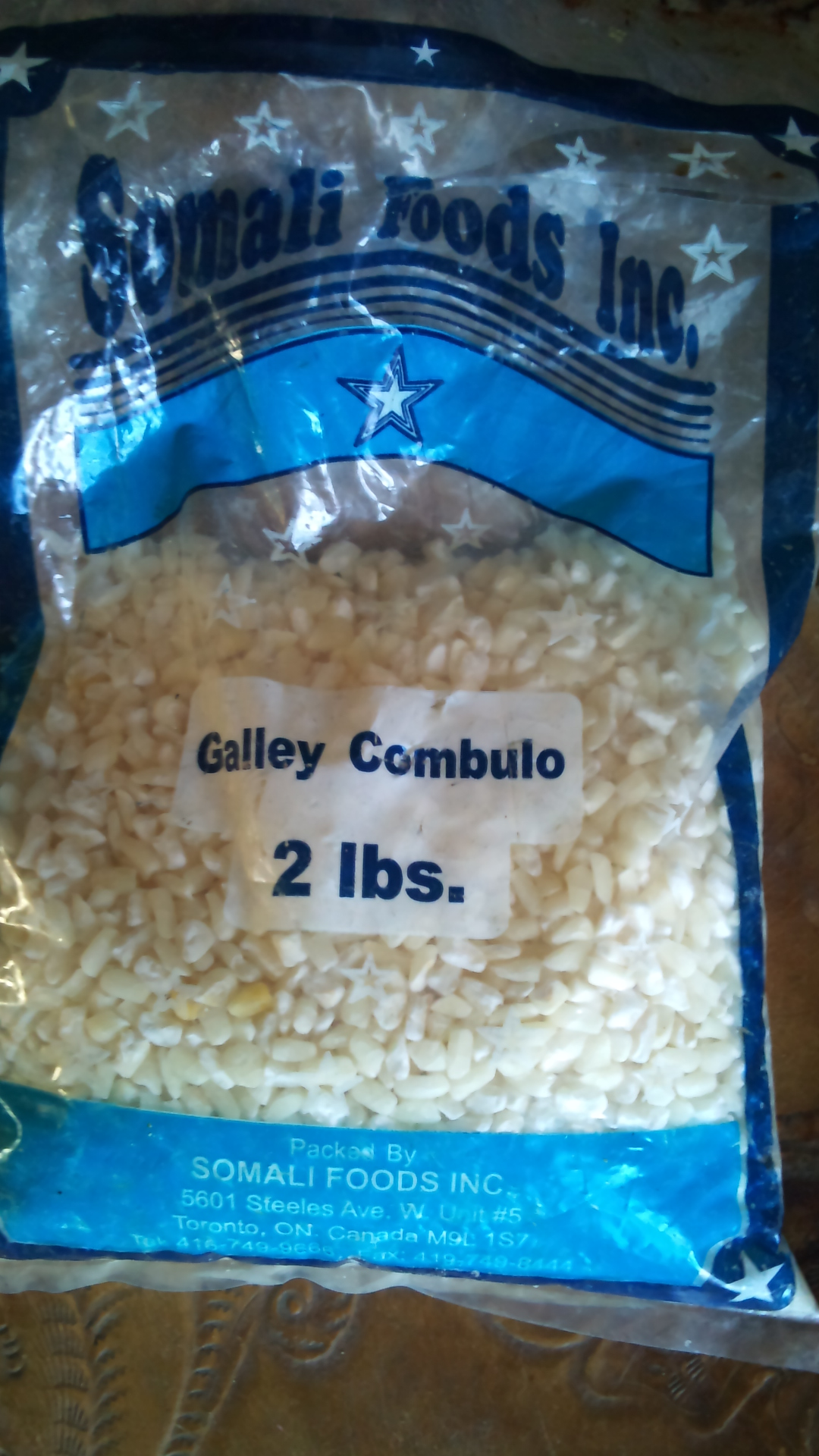
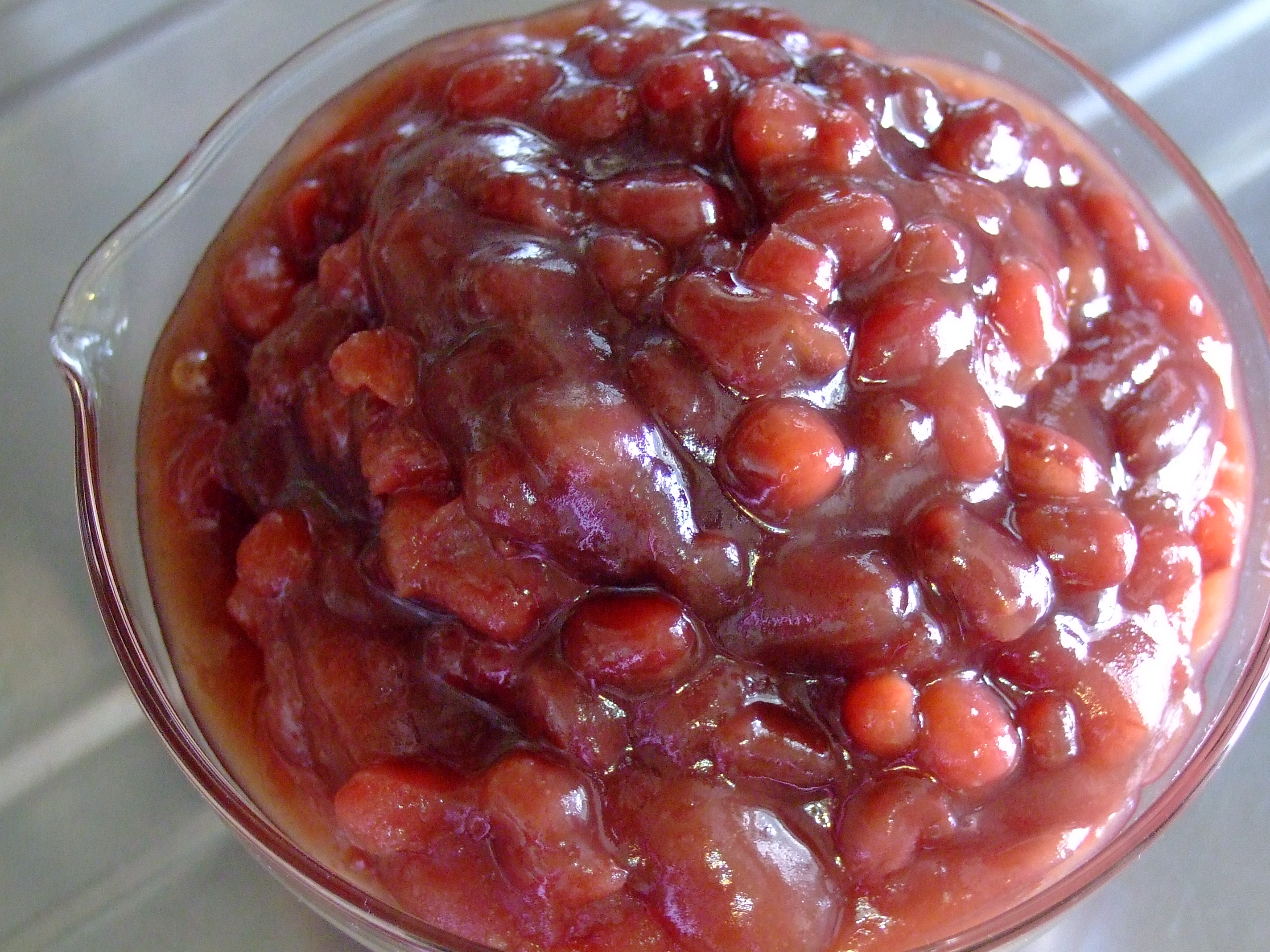
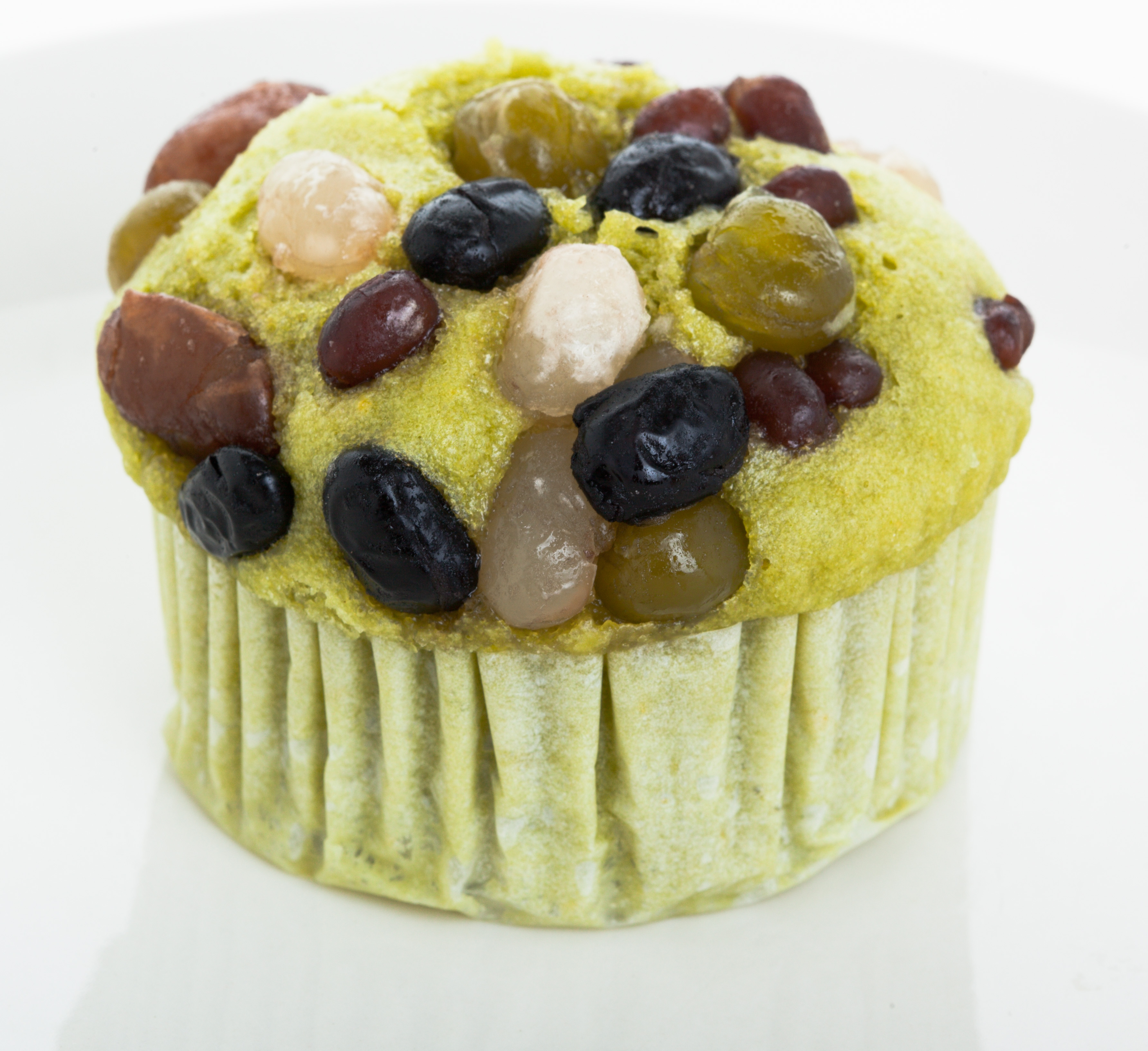

## المصدر
- علم المايكروبيوتك الموسع ل مريم نور وكمال مزوق.(بتصرف)

## وصلات خارجية
- Illustrated Plant Genetic Resources Database
- Alternative Field Crop Manual